# Yūya Ōsako
Yūya Ōsako (jap. 大迫 勇也, Ōsako Yūya; * 18. Mai 1990 in Kaseda, Präfektur Kagoshima) ist ein japanischer Fußballspieler.

## Karriere

### Vereine
Anfang Januar 2014 unterzeichnete Ōsako beim TSV 1860 München einen Vertrag bis Juni 2016, um den Zweitligisten ab der Rückrunde als Stürmer zu verstärken. Er wurde in 15 Spielen eingesetzt und erzielte sechs Tore. Zur Saison 2014/15 wechselte er zum Bundesligaaufsteiger 1. FC Köln. Am 30. August 2014 erzielte er im Spiel gegen den VfB Stuttgart seinen ersten Treffer in der Bundesliga. Zur Saison 2018/19 wechselte Ōsako zu Werder Bremen. Im August 2021 verließ er Werder Bremen, um zurück nach Japan zu Vissel Kōbe zu wechseln. Am Ende der Saison 2023 feierte er mit dem Verein aus Kōbe die japanische Meisterschaft. In der gleichen Spielzeit wurden er und der Brasilianer Anderson Lopes mit jeweils 22 Toren Torschützenkönig der Liga. Am Ende der Saison 2023 wurde er zum Fußballer des Jahres gewählt. Am 24. November 2024 stand er mit Vissel Kōbe im Endspiel des Kaiserpokals. Gegen Gamba Osaka gewann man durch das Tor von Taisei Miyashiro mit 1:0. Am Ende der Saison 2024 feierte er mit Vissel zum zweiten Mal die japanische Meisterschaft.

### Nationalmannschaft
Ōsako debütierte am 21. Juli 2013 beim 3:3 gegen China im Trikot der japanischen Nationalmannschaft. Er wurde in den Kader der Weltmeisterschaft 2014 berufen, bei der er in zwei der drei Partien, die das japanische Team bis zu seinem Ausscheiden bestritten hat, eingesetzt wurde.
Vier Jahre später war Ōsako erneut Teil des japanischen Aufgebots zur Weltmeisterschaft 2018. Im Auftaktspiel traf er nach einer Ecke per Kopf zum spielentscheidenden 2:1 gegen Kolumbien. Anfang 2019 wurde er auch in das Aufgebot zur Asienmeisterschaft in den Vereinigten Arabischen Emiraten berufen. Während des Turnierverlaufs erzielte er insgesamt 4 Tore und zog mit seiner Mannschaft in das Finale ein, wo sie der katarischen Auswahl mit 1:3 unterlag. In einem WM-Qualifikationsspiel gegen Myanmar schoss er bei einem 10:0-Sieg fünf Tore und konnte so mit dem letzten Spiel zusammengenommen acht Tore in zwei Länderspielen erzielen.

## Erfolge

### Verein
Kashima Antlers
- Japanischer Meister: 2009
- Japanischer Pokalsieger: 2010
- Japanischer Ligapokalsieger: 2011, 2012
- Japanischer Supercup-Sieger (2): 2009, 2010
- Copa Suruga Bank (2): 2012, 2013

Vissel Kōbe
- Japanischer Meister: 2023, 2024
- Japanischer Pokalsieger: 2024

### Nationalmannschaft
- Ostasienmeisterschaft (1): 2013

## Auszeichnungen
- Wertvollster Spieler im Yamazaki Nabisco Cup: 2011
- Top-Scorer im Yamazaki Nabisco Cup: 2012
- Fußballer des Jahres in Japan: 2018
- Torschützenkönig: 2023
- Fußballer des Jahres: 2023

## Sonstiges
Seit dem 19. Juni 2019 gibt es in Minamisatsuma in Osakos Heimat-Präfektur Kagoshima ein Stadion mit dem Namen Osako Yuya Stadium.